# SS해골부대
SS해골부대(親衛隊骸骨部隊, 독일어: SS-Totenkopfverbände; SS-TV 에스에스 토텐코프베르벤데; 에스에스 테파우[*])는 나치 강제 수용소의 관리를 담당한 나치 친위대 조직이다. SS해골부대는 SS 내부에서도 독립된 부서로서 고유의 계급과 명령체계를 가지고 있었다. 해골부대원들은 칼라 계급장에 SS 인식표 대신 해골 인식표를 부착했다.
제2차 세계 대전이 발발하자 해골부대 부대원들을 차출해 만든 사단이 제3SS기갑사단 토텐코프(해골사단)이다.

## 같이 보기
- 독일이 저지른 전쟁 범죄